# Labrador City
Labrador City é uma cidade localizada na província canadense de Terra Nova e Labrador. A sua população é de 8 000 habitantes (segundo o censo canadense de 2001). A cidade foi fundada em 1960, e incorporada em 1961. Em 1986, a cidade possuía uma população de 8 664 habitantes, em 1991, de 9 061 habitantes, e em 1996, de 8 455 habitantes.